# Фабрице, Георг
Георг Фридрих Альфред Фабрице (нем. Georg Friedrich Alfred Graf von Fabrice, 23 мая 1818, Лилль — 25 мая 1891, Дрезден) — саксонский генерал и политический деятель, с 1884 года граф.
Во время войны 1866 года был начальником генерального штаба кронпринца Саксонского Альберта; в том же году назначен военным министром и преобразовал саксонскую армию по прусскому образцу.
Во время войны 1870—1871 годов был генерал-губернатором Версаля, затем командовал немецкой оккупационной армией; после войны вновь вступил в отправление обязанностей военного министра; с 1876 года стал во главе кабинета. При нём даже с большей твёрдостью и определённостью, чем при его предшественниках (Фалькенштейне и Фризене), Саксония шла во главе германской реакции. См. Dittrich, «General v. F.» (Дрезден, 1884).